# Platygaster phragmitis
Platygaster phragmitis är en stekelart som först beskrevs av Franz Paula von Schrank 1781.  Platygaster phragmitis ingår i släktet Platygaster och familjen gallmyggesteklar. Inga underarter finns listade i Catalogue of Life.